# Lobu Rampah
Lobu Rampah is een bestuurslaag in het regentschap Labuhan Batu Utara van de provincie Noord-Sumatra, Indonesië. Lobu Rampah telt 865 inwoners (volkstelling 2010).